# اوشلی
اوشلی (به مجاری: Osli) یک شهرداری در مجارستان است که در ناحیه کاپووار واقع شده‌است. اوشلی ۱۸٫۸۱ کیلومتر مربع مساحت و ۸۹۶ نفر جمعیت دارد.